# Frederik Danneskiold-Samsøe
Frederik Danneskiold-Samsøe, född 1 november 1703, död 18 juli 1770, var en dansk greve och ämbetsman. Han var son till Christian Gyldenløve.
Danneskiold-Samsøe vistades under sin ungdom i England, där han grundligt studerade sjöväsendet och erhöll då Kristian VI 1735 åtskiljde Landestaten och Søestaten högsta befälet över den senare. Med stor sakkunskap och administrativ förmåga förstod Danneskiold-Samsøe att väsentligt utveckla den efterblivna danska marinen och bringa ordning i såväl manskapsrekrytering som ekonomi, utrustning och hamnförhållanden. Han var dock svår att samarbeta med, och omedelbart efter Kristian VI:s död erhöll han sitt avsked. 1766 blev han visserligen på nytt chef för marinen, men blev osams med Johan Hartvig Ernst Bernstorff och fick på nytt avsked 1767.